# Bages
El Bages es una comarca española, situada en la provincia de Barcelona, Cataluña. Su capital es la ciudad de Manresa. 
Tiene una superficie de 1092,3 km² y su  población es de 185 352 habitantes (2024). Limita con las comarcas del Bajo Llobregat, Vallés Occidental, Moyanés, Noya, Llusanés y el Bergadá en Barcelona y con el Solsonés en Lérida.

## Geografía

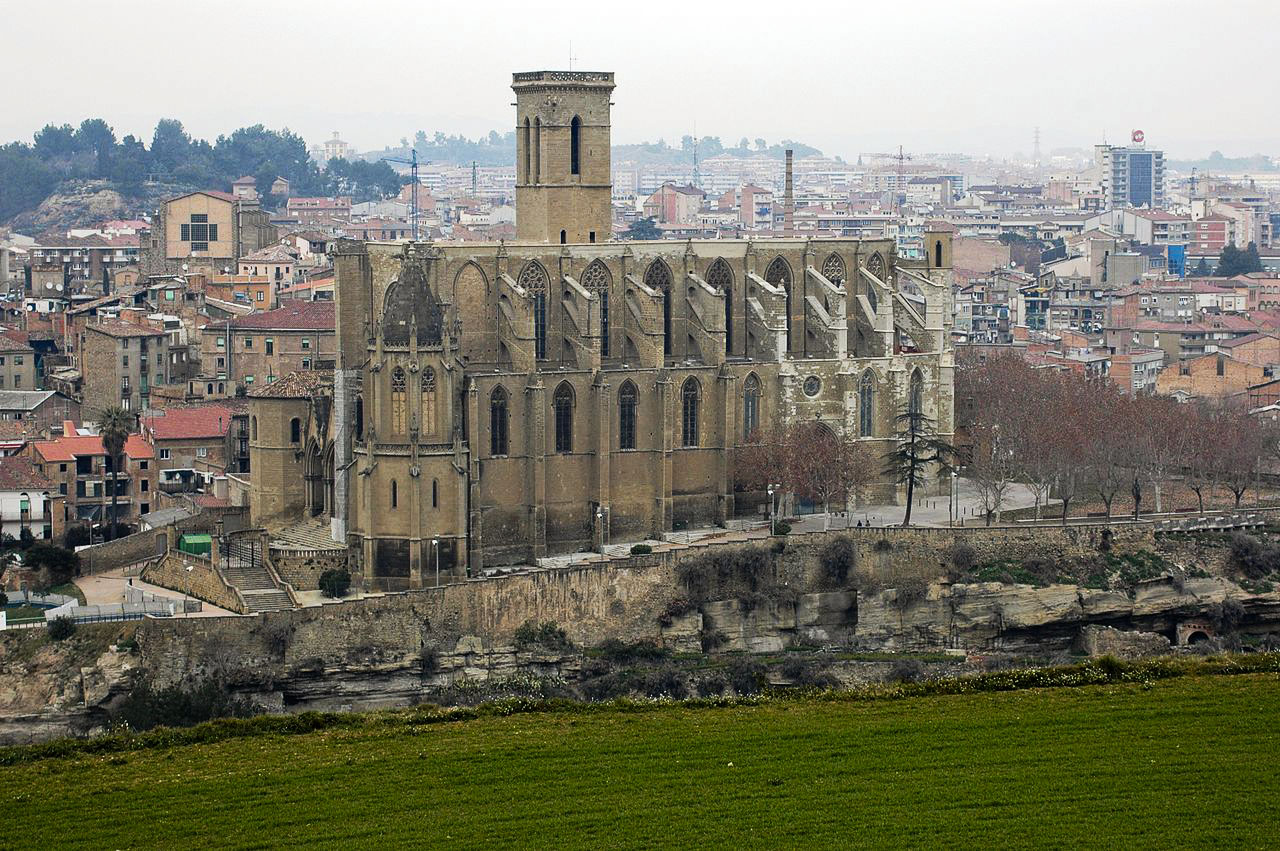
Catedral de Manresa.

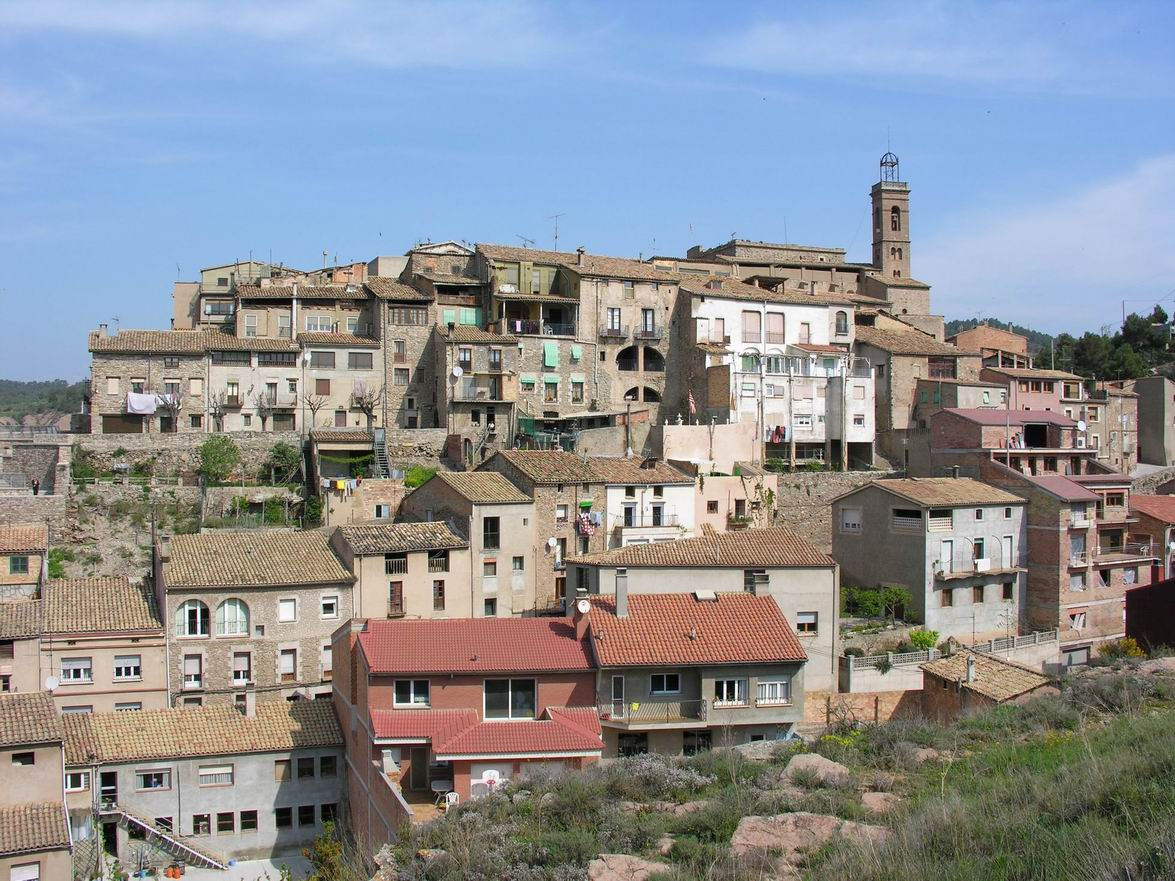
Vista de Suria.

Limita al norte con el Bergadá, al este con el Moyanés al noreste con el Llusanés, al sur con el Vallés Oriental, Vallés Occidental y el Bajo Llobregat, al suroeste con Noya y al oeste con el Solsonés.
La comarca está situada en el centro de Cataluña, equidistante de los Pirineos, de la costa, de las comarcas gerundenses y leridanas y ocupa el ángulo sudeste de la depresión central catalana.
La vegetación es mayoritariamente de carácter mediterráneo, pero tiene muchos elementos submediterráneos, principalmente en las zonas umbrías y en las hondonadas. El bosque de encinas y/o robles (Quercus pubescens y Quercus x cerrioides) predominan en la vegetación natural de la comarca, si bien solo ocupa grandes extensiones en la parte alta de Montserrat y el Parque natural de Sant Llorenç del Munt i l'Obac. El árbol más destacado es el pino blanco, muy resistente a la sequía y adaptado a vivir en suelos pobres en nutrientes, que a menudo se encuentra asociado a prados secos (prados, lastonares) y matorrales (matorrales) de romero y otros arbustos de hoja pequeña.
La red fluvial que atraviesa la comarca forma un eje arborescente formado por los ríos Llobregat y Cardener y los arroyos de la Gavarresa, de Calders y de Rajadell. Este sistema fluvial ha configurado el aspecto físico del Bages, pero también el humano, pues la población se ha instalado en las fondo de los valles, en las crestas entre los ríos y en las mesetas.
La agricultura del Bages es esencialmente de secano. Los cultivos son mediterráneos, cereales, vid y olivo. La industria tradicional era la textil y algodonera. Posteriormente se instalaron industrias mineras de sales potásicas, metalúrgicas y químicas.

### Hidrografía

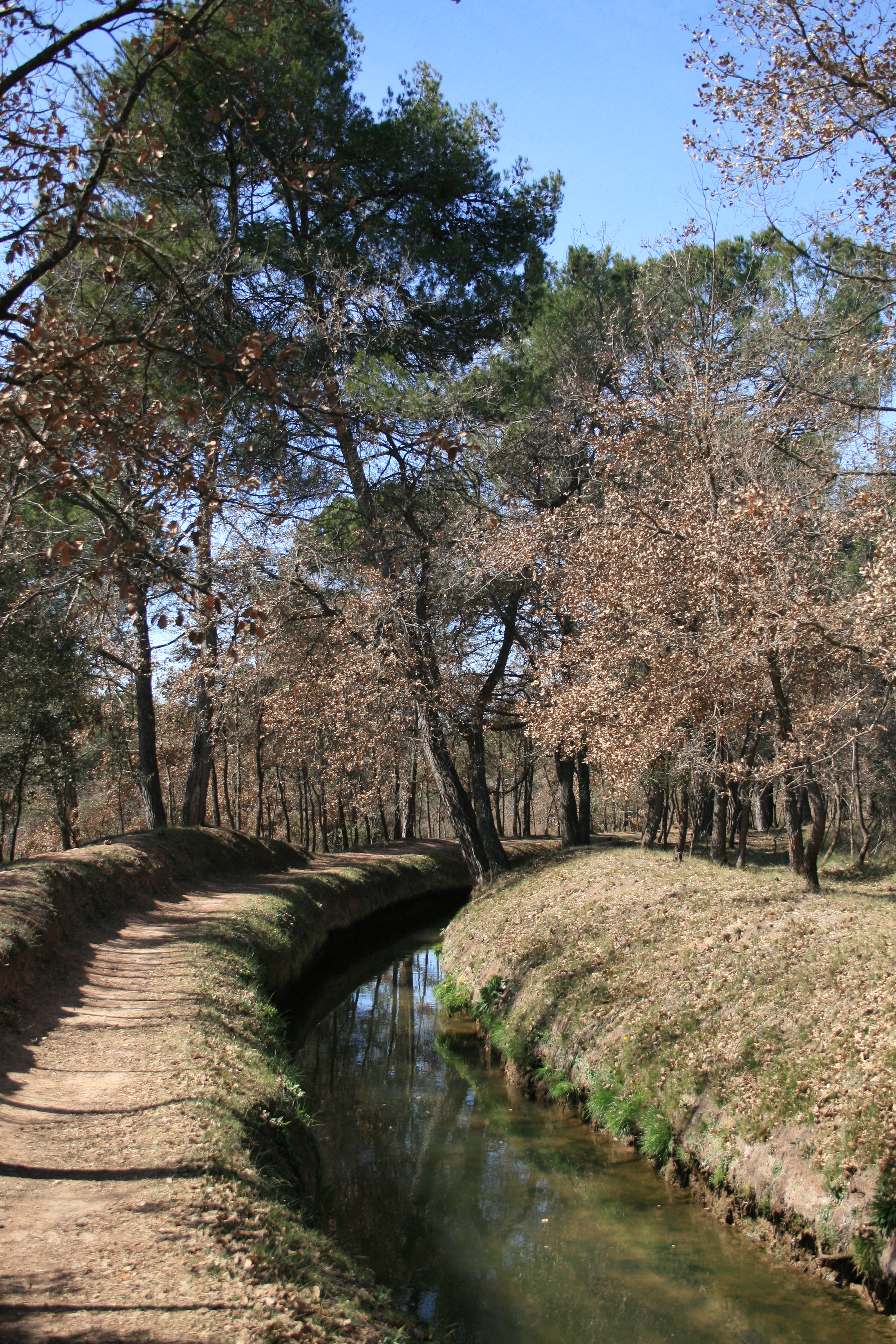
La acequia de Manresa a su paso por Sallent.

El Bages no puede entenderse sin el río Cardener y sus afluentes. Son los responsables de la cuenca de erosión que se ha formado en el pla de Bages y los que han permitido una industria muy activa en los últimos años.
A pesar de la relativa escasez de precipitaciones, el Bages dispone de agua gracias a sus ríos, que provienen de las cordilleras pirenaicas. El Llobregat atraviesa el Bages de norte a sur, a lo largo de unos 40 km. Entra por Navarre y sale por el estrecho del Cuadrado, al pie de Montserrat. El río hace poca historia a su paso por el Bages. Solo destacan sus numerosos meandros que forman su camino por el pla y algunos pequeños barrancos. La historia le viene de las esclusas que, una tras otra, han sido construidas a lo largo de su curso, para aprovechar el máximo sus aguas. El Llobregat tiene en sus orillas Navás, Balsareny, Sallent, Cabrianes, Navarcles, el Pont de Vilomara, San Vicente de Castellet, Castellbell y Monistrol de Montserrat.
Por la derecha el Llobregat recibe el Cardener, además de otros arroyos y torrentes, como los arroyos del Mujal y de Marganell. Por la izquierda desaguan los arroyos de Merlès, justo en el límite con el Bergadá, el arroyo Gavarressa, la de Calders y la de Mura. El arroyo Gavarressa nace y recorre primero las tierras del Llusanés, para luego atravesar largamente el Bages. Tiene varios afluentes notables, como los arroyos de Relato, de Oló y Malrubí. El arroyo de Calders recoge las aguas del sector meridional del Moyanés.
El Cardener hace una buena competencia al Llobregat. La ciudad de Manresa se encuentra a sus orillas, además de Cardona, Suria, Callús y San Juan de Torruella. Desemboca en el Llobregat, unos 8 km al sur de Manresa. Recibe por la derecha algunos torrentes notables como el de Salo o de Matamargó, de Coaner, de Falso, de Rajadell y de San Salvador de Guardiola o de Corner. Por la izquierda recibe el Agua de Ora y los arroyos de Navel, de Hortons, de Argençola y de Vallverd. 
Los ríos y arroyos principales llevan agua todo el año, aunque el régimen es muy irregular. El Llobregat y el Cardener tienen un régimen nivo-pluvial, con  máximo en mayo/junio. El caudal depende sobre todo de las lluvias y, menos, de la fusión de la nieve. Las inundaciones son frecuentes: fueron importantes en 1850, en 1907, en 1919, 1940 y 1982, entre otros. Los estragos son muy grandes debido a las numerosas esclusas establecidas en los cursos de agua y los canales, las viviendas, los molinos y las fábricas construidos en las orillas.
El embalse de San Ponç en el Cardener y el de la Baells en el Llobregat regulan ahora el caudal de los ríos y evitan que se produzcan inundaciones con tanta frecuencia.

## Municipios
- Aguilar de Segarra
- Artés
- Avinyó
- Balsareny
- Callús
- Cardona
- Castellbell y Vilar (Castellbell i el Vilar)
- Castellfullit del Boix (Castellfollit del Boix)
- Castellgalí
- Castellnou de Bages
- Fonollosa
- Gayá (Gaià)
- Guardiola (Sant Salvador de Guardiola)
- Manresa
- Marganell
- Monistrol de Montserrat
- Mura
- Navarclés (Navarcles)
- Navás (Navàs)
- Rocafort y Vilumara (El Pont de Vilomara i Rocafort)
- Rajadell
- Sallent de Llobregat
- Sampedor (Santpedor)
- San Fructuoso de Bages (Sant Fruitós de Bages)
- San Juan de Torruella (Sant Joan de Vilatorrada)
- San Mateo de Bages (Sant Mateu de Bages)
- San Vicente de Castellet (Sant Vicenç de Castellet)
- Suria (Súria)
- Talamanca

## Consejo comarcal
Sus regidores fueron elegidos en 2015, el año de las últimas elecciones municipales:
- CiU 13
- ERC 11
- PSC 5
- CUP 3
- ICV-EUiA-EP 1

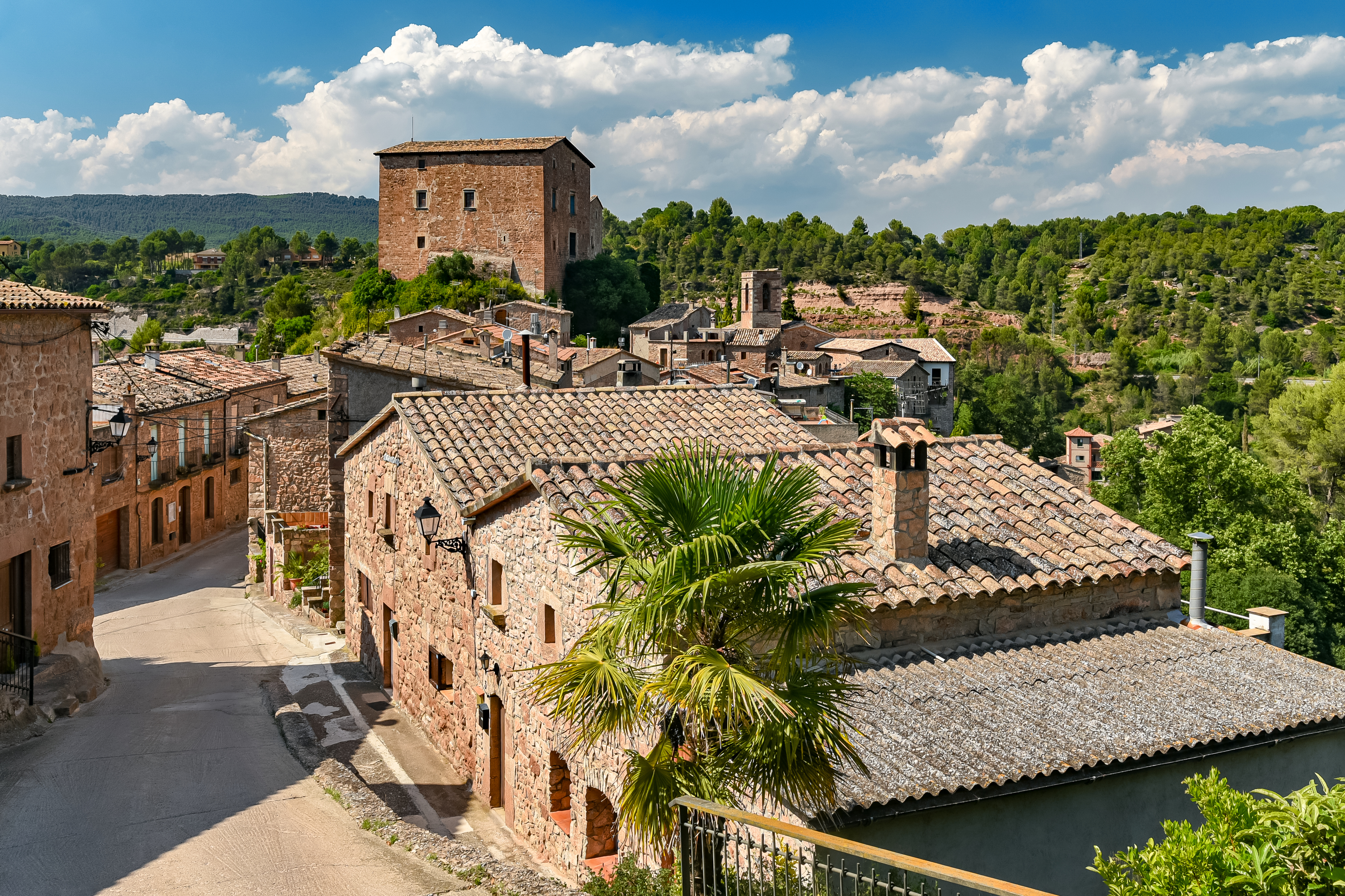
Rajadell.

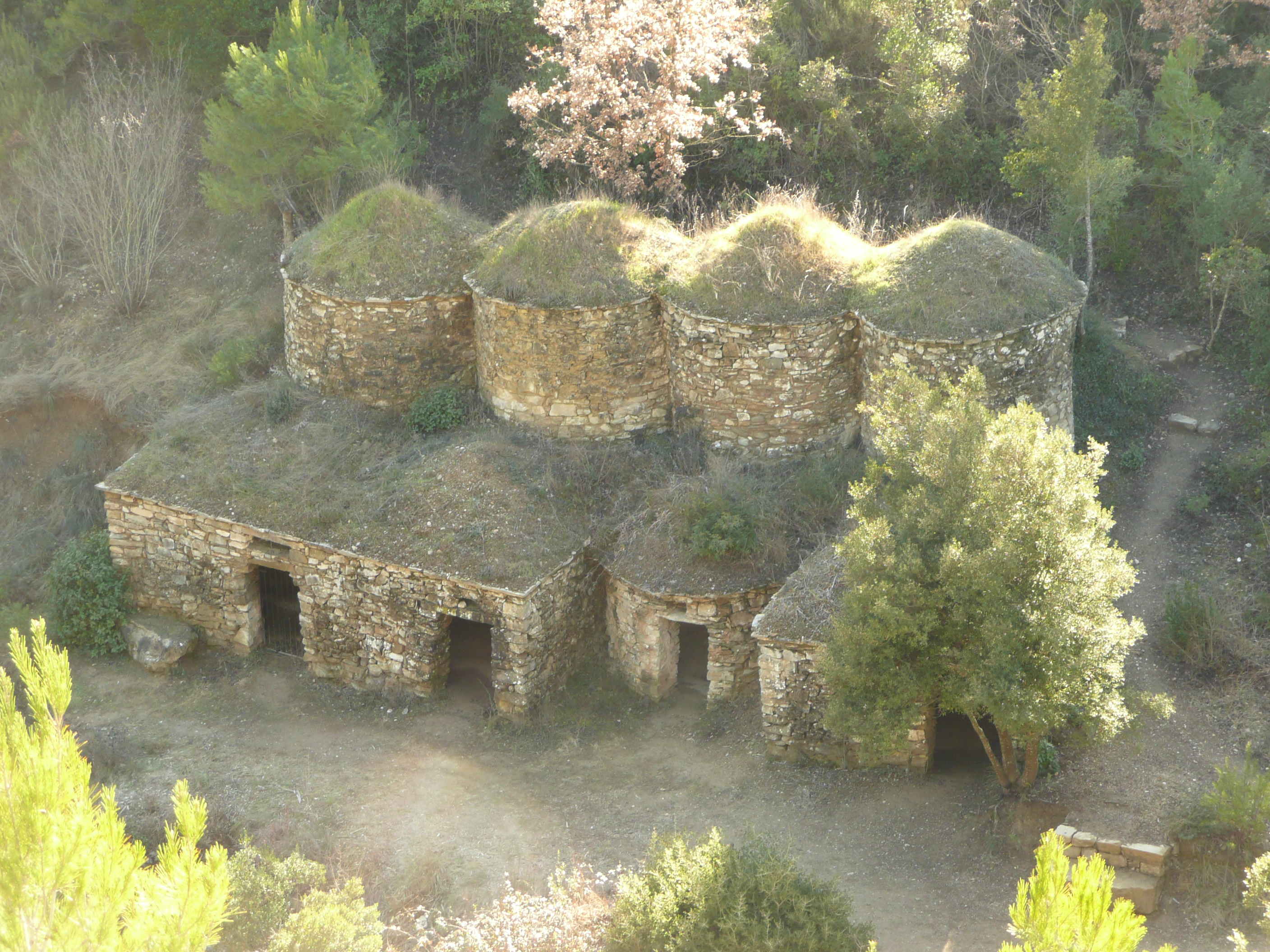
Lagares entre las viñas.

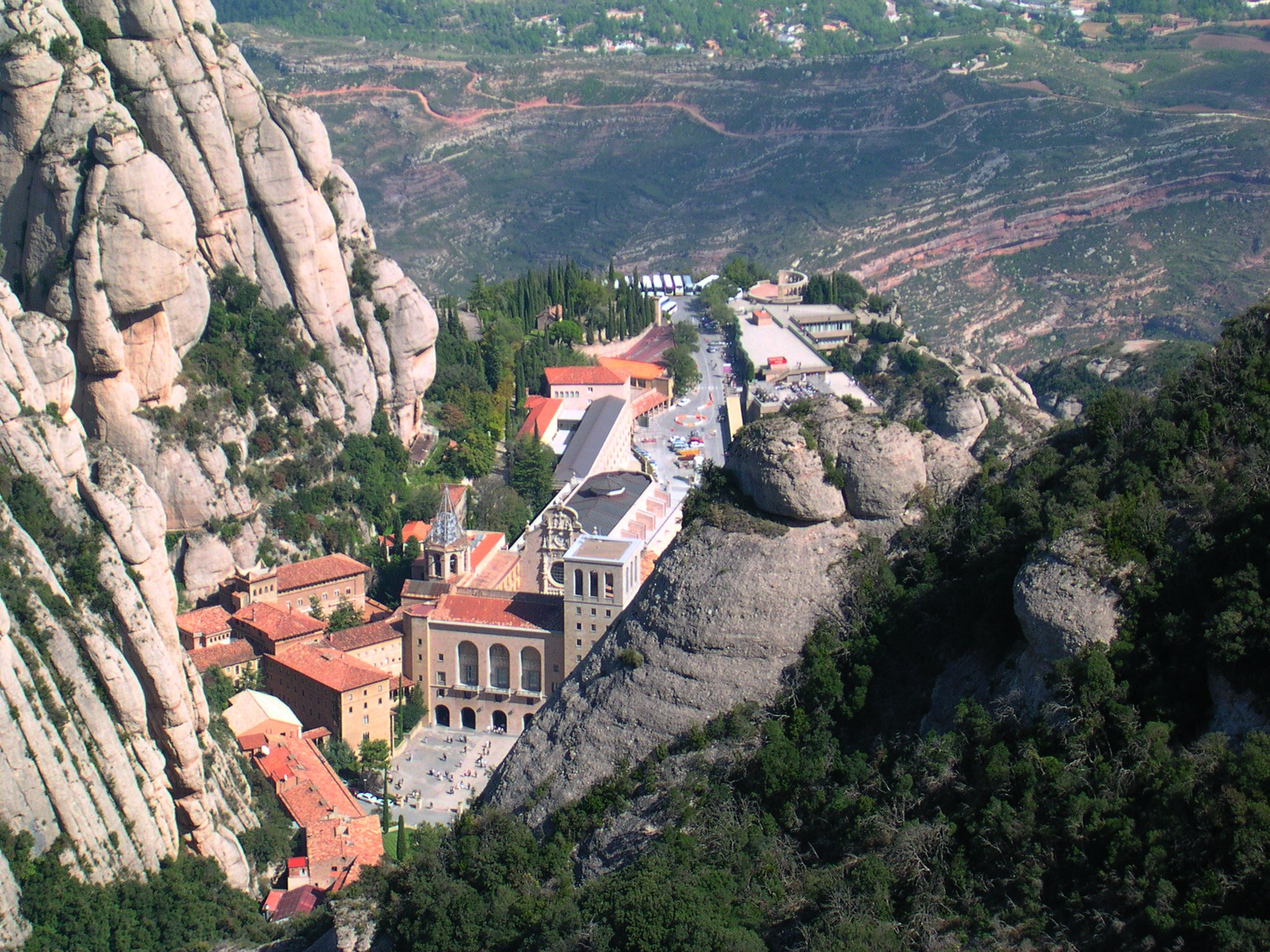
Monasterio de Montserrat.

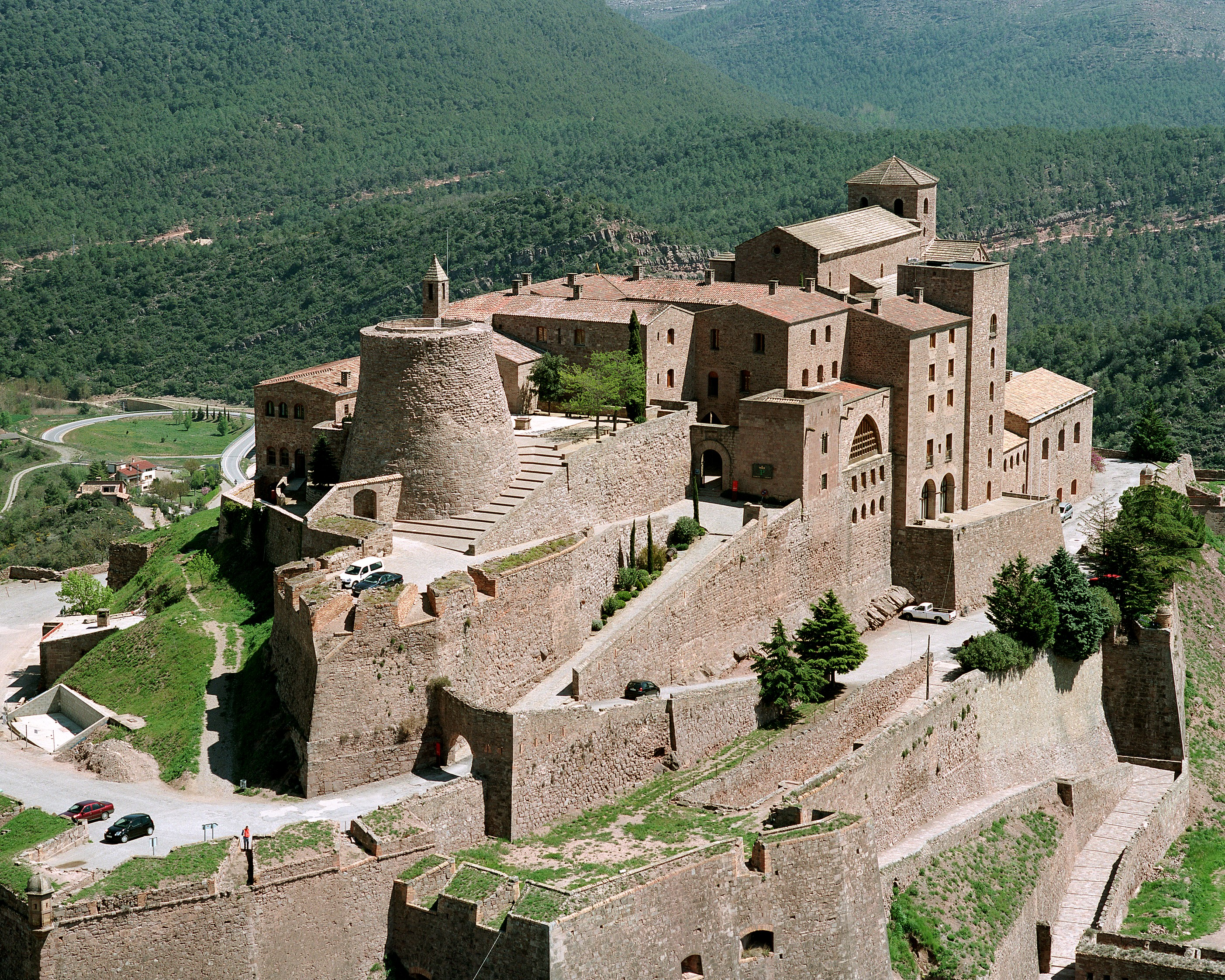
Castillo de Cardona.

El gobierno comarcal está formado por Esquerra Republicana, quien ostenta la presidencia, y por el único representante de Iniciativa. El PSC fue expulsado por ERC del gobierno comarcal a finales del año 2017, debido a su postura contraria a la independencia de Cataluña.
Perdieron su representación en las elecciones municipales del 2015 el Partido Popular y Plataforma per Catalunya.
Su sede está en la calle Muralla de Santo Domingo, 24 (Manresa).

## Economía

### Agricultura y ganadería
En el Bages encontramos agricultura de secano, algunos de sus productos son la cebada, forrajes y legumbres.
Respecto a la ganadería, la más importante es la porcina.

### Industria y energía
No hay duda de que es la industria la actividad económica principal del Bages en los últimos 180 años. Hay numerosos factores que hicieron que Bages se convirtiese en una comarca industrial. 
Hasta hace poco la industria de Bages giraba en torno el algodón y los tejidos. Ya en el siglo XX se instalaron diversas industrias metalúrgicas, extractivas y químicas. La industria metalúrgica fue importante en el ramo de la fabricación de maquinaria textil. Actualmente, junto a esta se encuentra la fabricación de accesorios para automóviles, autobolquets y material eléctrico. Hay también varias industrias alimentarias (mataderos, harineras, fábricas de pastas y piensos).
Bages es la comarca minera más importante de Cataluña. La presencia de sales de potasa en su subsuelo hizo cambiar la vida de cuatro pueblos: Cardona, Súria, Sallent y Balsareny. Las minas dieron vida a estos pueblos.
Primero se explotaron las minas de Súria (1918), siguieron las de Sallent (1931), Cardona (1932) y, por último, Balsareny. La explotación minera dio en un primer momento mucho trabajo, tanto dentro como fuera de las minas. Fue necesario construir diversas edificaciones y establecer una red de transporte que permitiera exportar las sales potásicas con facilidad. Se construyó un tren de vía estrecha por la entrada de materias primas y la exportación de productos manufacturados. 
También en el Bages podemos encontrar gasoductos, ya que también se extrae gas natural en el norte de la comarca, así como en algunas de las vecinas (Osona, Noya y Bajo Llobregat).

### Turismo
En el Bages se encuentra el Monasterio de Montserrat, la montaña de Montserrat, el monasterio de San Benito de Bages, en el municipio de San Fructuoso de Bages, los lagares entre las viñas, en los municipios de Mura, Talamanca, Rocafort y Vilomara y el Castillo de Cardona.

## Transportes
Actualmente hay en proyecto un tren semiurbano denominado Tren-tram del Bages que uniría Manresa, Sallent y Suria. Actualmente por la comarca pasan diversos medios de transporte como autobuses urbanos e interurbanos, trenes de cercanías y media distancia...